# 草花 (あきる野市)
草花（くさばな）は、東京都あきる野市の大字。住居表示未実施区域。

## 地理
あきる野市の北東部に位置し、南に平沢、南西に原小宮と瀬戸岡、西に菅生、北に羽村市羽、北東に羽村市川崎、東に福生市福生、南東に福生市北田園と接している。

### 河川
- 多摩川

### 地価
住宅地の地価は、2025年（令和7年）1月1日の公示地価によれば、草花字羽ケ田2919番4の地点で9万2800円/m2、草花字山ノ神2100番44の地点で7万100円/m2、草花字小宮久保2720番3外の地点で6万200円/m2、草花字折立下タ3670番262の地点で11万1000円/m2となっている。

## 世帯数と人口
2025年（令和7年）6月30日現在（あきる野市発表）の世帯数と人口は以下の通りである。
- 世帯数 : 4,794世帯
- 人口 : 10,558人

### 人口の変遷
国勢調査による人口の推移。
| 年                 | 人口   |
| ------------------ | ------ |
| 1995年（平成7年）  | 9,023  |
| 2000年（平成12年） | 9,726  |
| 2005年（平成17年） | 9,916  |
| 2010年（平成22年） | 10,962 |
| 2015年（平成27年） | 11,203 |
| 2020年（令和2年）  | 10,959 |

### 世帯数の変遷
国勢調査による世帯数の推移。
| 年                 | 世帯数 |
| ------------------ | ------ |
| 1995年（平成7年）  | 2,790  |
| 2000年（平成12年） | 3,159  |
| 2005年（平成17年） | 3,324  |
| 2010年（平成22年） | 3,795  |
| 2015年（平成27年） | 4,043  |
| 2020年（令和2年）  | 4,179  |

## 学区
市立小・中学校に通う場合、学区は以下の通りとなる（2025年4月時点）。
- 区域 : 番地によって異なる。
  - 小学校 : あきる野市立多西小学校、あきる野市立屋城小学校、あきる野市立草花小学校
  - 中学校 : あきる野市立東中学校、あきる野市立御堂中学校

## 交通

### 道路
- 東京都道29号立川青梅線（福生・草花支線）
- 東京都道165号伊奈福生線
- 東京都道250号あきる野羽村線

## 事業所
2021年（令和3年）現在の経済センサス調査による事業所数と従業員数は以下の通りである。
- 事業所数 : 218事業所
- 従業員数 : 1,968人

### 事業者数の変遷
経済センサスによる事業所数の推移。
| 年                 | 事業者数 |
| ------------------ | -------- |
| 2016年（平成28年） | 196      |
| 2021年（令和3年）  | 218      |

### 従業員数の変遷
経済センサスによる従業員数の推移。
| 年                 | 従業員数 |
| ------------------ | -------- |
| 2016年（平成28年） | 1,800    |
| 2021年（令和3年）  | 1,968    |

## 施設

### 教育機関
- あきる野市立草花小学校
- あきる野市立多西小学校
- あきる野市立御堂中学校

### ゴルフ場
- 立川国際カントリー倶楽部

### 商業施設
- いなげや あきる野新草花店[15]

### 寺院・神社
- 妙見堂
- 慈勝寺
- 大行寺
- 花蔵院
- 長泉寺
- 陽向寺
- 草花神社

## その他

### 日本郵便
- 郵便番号 : 197-0802[3]（集配局 : あきる野郵便局[16]）。